# Сайора
Сайора́ (тадж. Сайёра) — село у складі Хатлонської області Таджикистану. Входить до складу джамоату 20-річчя Незалежності Таджикистану Фархорського району.
Назва означає планета. Колишні назви — Юлдуз, Юлдус 2-й, Ломанов.
Населення — 1337 осіб (2010; 1388 в 2009).